# Puppet Master III: Toulon's Revenge
Puppet Master III: Toulon's Revenge è un film del 1991 diretto da David DeCoteau, non diffuso nelle sale ma distribuito direttamente in home video.
In Italia il film venne inizialmente distribuito in televisione, e solo in seguito in DVD con il titolo Puppet Master III - La vendetta di Toulon.

## Trama
Berlino 1941. Il mastro Andre Toulon (Guy Rolfe) ed i suoi inquietanti pupazzi si limitano a divertire il giovane pubblico. Diverte di meno il partito nazionalsocialista, visto che con i suoi spettacoli Toulon deride il Fürhrer. Nonostante questo i nazisti vogliono creare dei combattenti immortali utilizzando il segreto che si nasconde dietro i pupazzi di Toulon. I tedeschi uccidono la moglie di Toulon (Sarah Douglas), sfidando così l'ira del marito e dei "puppets".